# Hiltruda (filla de Carles Martell)
Hiltruda, Khiltruda o Khiltrudis († 754), fou duquessa de Baviera per matrimoni, i filla de Carles Martell i de la seva primera esposa Rotruda.

## Biografia
A la mort del seu pare, aprofita els trastorns ocasionats per la seva sogra Suanaquilda i del seu germanastre Gripó, que reclama la seva part de l'herència, per marxar del regne dels Francs i refugiar-se a Baviera, on es va casar amb el duc Odiló contra la voluntat dels seus dos germans Carloman i Pipí. Aquestos començaren per tancar Gripó i Suanaquilda; després sotmeteren a Hunald I, duc d'Aquitània, que sostenia Gripó, abans d'ocupar-se de Baviera. El 744, Odiló no va poder impedir a Carloman arribar fins a l'Inn i es va haver de sotmetre. Carloman li va deixar Baviera, però va obtenir la cessió del Nordgau.
Odiló va morir el 748, deixant un fill, Tassiló III, amb set anys. Hiltruda va esdevenir llavors regent i va acollir a Gripó, que Pipí acabava d'alliberar, i no va poder impedir-li fer-se reconèixer duc de Baviera. Però Pipí va intervenir, va capturar a Gripó i va reinstal·lar al seu nebot com a duc de Baviera, sota la regència d'Hiltruda.
Hiltruda va morir el 754.